# Laurie Colbert
Laurie Colbert (Toronto, 1958) és directora de cinema i productora de cinema canadenca. Va debutar com a directora el 1992 amb el documental Thank God I'm a Lesbian juntament amb Dominique Cardona. El 1997 va dirigir el documental My feminism, també amb Dominique Cardona.

## Obres
- Margarita (2012). Drama sobre una parella que estan en problemes econòmics que cremen la mainadera mexicana lesbiana de la seva filla adolescent i per això són deportats.[3]
- Finn's Girl (2007). Drama-romanç sobre els temes de l'avortament i l'amor.[4]
- My Feminism (1997). Documental sobre el feminisme.[2]
- Thank God I'm a Lesbian (1992).

## Premis
- Premi del jurat al Festival Internacional de Cinema Gai i Lèsbic de Barcelona del 2012.[5]
- Premi a Millor llargmetratge de ficció al Festival Internacional de Cinema de Dones de Créteil del 2012.[5]
- Premi de l'audiència al millor film al High Falls Film Festival del 2013.[5]
- Premi al Toronto Inside Out Festival and Gay Film and Video Festival del 2012.[5]
- Premi a la figura emergent del cinema al Festival L.A. Outfest per la pel·lícula Finn's Girl el 2007.[6]
- Nominada al premi Golden Zenith al Festival Internacional de Cinema de Montreal del 2007 per Finn's Girl.[6]
- Premi a la millor directora canadenca al Images Festival de Toronto pel documental My Feminism.[2]
- Premi a millor documental al Washington DC Int'I Lesbian & Gay Film Festival pel documental My Feminism.[2]
- Premi al millor documental al Festival Internacional de Cinema de Dones de Créteil del 1993 per la pel·lícula Thank God I'm a Lesbian.[7]
- Premi al millor documental al Festival Internacional de Cinema Gai i Lèsbic de Torí el 1993 pel documental Thank God I'm a Lesbian.[7]